# 神的恩典
《神的恩典》（Grace），愛爾蘭作家詹姆斯·喬伊斯的短篇小說，收錄在1914年出版的短篇小說集《都柏林人》（Dubliners）。

## 劇情
柯南先生（Kernan）生活並不如意，他喝酒過量，不小心跌下樓梯。酒吧的人扶起他，他連忙說聲謝謝，警察問他有沒有事。他的朋友包爾先生（Mr. Power）剛好在附近，便帶他回家。科南太太在家中等著丈夫回來，等老公拿錢回來，卻看到狼狽不堪的丈夫，她想，算了，還有更糟的丈夫。包爾先生安慰她，並保證會讓他洗心革面。
兩天後，包爾先生帶著康寧漢先生（Mr. Cunningham）和麥考先生（Mr. M'Coy）來看望科南，並帶他去靜修（retreat）。富格瑞先生（Mr. Fogarty）帶著一瓶威士忌過來看望柯南。後來神父告訴柯南說：“耶穌並不嚴厲”。